# Afrikansk skräddarfågel
Afrikansk skräddarfågel (Artisornis metopias) är en fågel i familjen cistikolor inom ordningen tättingar.

## Utbredning och systematik
Afrikansk skräddarfågel delas in i två underarter:
- Artisornis metopias metopias – förekommer från bergsskogar i östra Tanzania till Njesi Plateau i nordvästra Moçambique
- Artisornis metopias altus – förekommer i Ulugurubergen i östra Tanzania

## Status
IUCN kategoriserar arten som livskraftig.